# Katarzyna Pitak
Katarzyna Pitak (* 25. September 1998) ist eine britische Tennisspielerin.

## Karriere
Pitak spielt hauptsächlich auf Turnieren der ITF Women’s World Tennis Tour, bei denen sie mit ihrer Schwester bislang drei Titel im Doppel gewinnen konnte.

## Turniersiege

### Doppel
| Nr. | Datum              | Turnier             | Kategorie   | Belag     | Partnerin        | Finalgegnerinnen                        | Ergebnis         |
| --- | ------------------ | ------------------- | ----------- | --------- | ---------------- | --------------------------------------- | ---------------- |
| 1.  | 22. September 2018 | Batumi              | ITF $15.000 | Hartplatz | Aleksandra Pitak | Aleksandra Kuznetsova Gjulnara Nasarowa | 6:0, 4:1 Aufgabe |
| 2.  | 6. Oktober 2018    | Scharm asch-Schaich | ITF $15.000 | Hartplatz | Aleksandra Pitak | Nikola Breckova Martina Fricova         | 6:2, 6:1         |
| 3.  | 16. November 2019  | Scharm asch-Schaich | ITF W15     | Hartplatz | Aleksandra Pitak | Yeong WonJeong Eunhye Lee               | 7:64, 6:4        |